# MI3
Pour les articles homonymes, voir Mi-3.
Le MI3 (pour Military Intelligence section 3, en français section n°3 du renseignement militaire), était un département de la Direction du renseignement militaire, qui fait partie du Bureau de la Guerre britannique. Il fut à l’origine créé pour gérer l'information géographique.
Ses sous-sections en 1914 étaient :
- MI3a: France, Belgique, Luxembourg, Maroc.
- MI3b: l'Autriche-Hongrie et la Suisse.
- MI3c: Allemagne.
- MI3d: Hollande, la Norvège, la Suède et le Danemark.
- MI3e: traductions militaires.

Après la Première Guerre mondiale, son rôle fut modifié pour le focaliser sur le renseignement en Europe, incluant plus tard, les états baltes, l’URSS et la Scandinavie à partir de l'été 1941. Le MI3 fut dirigé par le major David Talbot Rice. Il recommanda de ne plus soutenir les Tchetniks mais de soutenir les Partisans en Yougoslavie (voir l’article la Yougoslavie et les Alliés (en)). Ses fonctions furent reprises par le MI6 en 1945.